# 和会村
和会村（かずえむら）は、かつて愛知県碧海郡にあった村である。
現在の豊田市南部（和会町など）に該当する。

## 歴史
- 1872年（明治5年） - 下村新郷、馬場新郷、粟寺新郷、上村新郷、国江新郷が合併し、和会村となる。
- 1889年（明治22年）10月1日 - 和会村、広畔新郷、福受新郷が合併し、和会村が発足。
- 1906年（明治39年）5月1日 - 畝部村、寿恵野村、上野村、枡塚村と合併し、上郷村が発足。同日和会村は廃止。